# شهرستان دویل (داکوتای جنوبی)
شهرستان دویل، داکوتای جنوبی (به انگلیسی: Deuel County, South Dakota) یک سکونتگاه مسکونی در ایالات متحده آمریکا است که در داکوتای جنوبی واقع شده‌است.

## خصوصیات
شهرستان دویل ۱٬۶۴۹ کیلومترمربع مساحت دارد.